# Adérald
Adérald († 1004) est un saint chrétien fêté par l’Église catholique  le 20 octobre.

## Biographie
Adérald naquit vers le milieu Xe siècle d'un père nommé Walon et d'une mère nommée Odrade, qui bien instruits de la religion chrétienne, confièrent son éducation à des religieux. Il étudia les Saintes écritures et devint très vite acolyte de l’évêque de Troyes Manassès de Montdidier. Sa passion pour les écritures et la vie des Saints l’oriente au fil des ans vers le sacerdoce.
Ordonné prêtre, il est alors connu pour son engagement auprès des plus faibles, les pauvres et les malades. Son action sociale est louée malgré lui dans toute la province, mais l’on accourt aussi à lui dans l’attente de guérisons.
Il était chanoine et archidiacre de Troyes lorsqu’il entreprit son pèlerinage en Terre sainte. Il en revint avec une pièce du Saint-Sépulcre, fonda un Prieuré dans un petit village sis à la périphérie de Troyes, dit Samblières, à qui l’on donna ensuite le nom de Saint-Sépulcre.
Adérald mourut le 20 octobre de l’an 1004, peu d’années après la fondation du monastère où il fut inhumé selon sa volonté.

## Culte, reliques et profanation
Sa dépouille a été vénérée plusieurs siècles puis transférée en 1791 dans l’église paroissiale pour la protéger de la Révolution, pour finir profanée sous la Terreur, et ses ossements jetés dans la fosse commune.
Saint Adérald est fêté par les catholiques tous les 20 octobre.